# Коламбус (Мисисипи)
Коламбус (енгл. Columbus) град је у америчкој савезној држави Мисисипи.

## Демографија
По попису из 2010. године број становника је 23.640, што је 2.304 (-8,9%) становника мање него 2000. године.
| Група             | 2000.          | 2010.          |
| Белци             | 11.224 (43,3%) | 8.718 (36,9%)  |
| Афроамериканци    | 14.117 (54,4%) | 14.187 (60,0%) |
| Азијати           | 144 (0,6%)     | 164 (0,7%)     |
| Хиспаноамериканци | 292 (1,1%)     | 337 (1,4%)     |
| Укупно            | 25.944         | 23.640         |